# 김다영 (배우)
김다영(1994년 3월 5일 ~ )은 대한민국의 스턴트 배우다. 2019년 드라마 '아스달 연대기'로 데뷔했다.

## 방송
- 황후의 품격 (2018)
- 아스달 연대기 (2019)
- 나의 나라 (2019)
- 킹덤 2 (2020)
- 좀비탐정 (2020)
- 방법 (2020)
- 펜트하우스 2 (2021)
- 호동's 캠핑존 - 골라자봐 (2021)
- 고요의 바다 (2021)
- 오징어 게임 (2021)
- 지금 우리 학교는 (2022)
- 아침마당 (2022)
- 피지컬: 100 (2023) - Top20

## 영화
- 롱 리브 더 킹: 목포 영웅 (2019)
- 백두산 (2019)
- 클로젯 (2020)
- #살아있다 (2020)
- 반도 (2020)
- 강철비 2: 정상회담 (2020)
- 서복 (2021)
- 방법: 재차의 (2021)
- 앵커 (2022)
- 마녀(魔女) Part2. The Other One (2022)
- 뒤틀린 집 (2022)
- 한산: 용의 출현 (2022)
- 한산 리덕스 (2022)
- 카터 (2022)

## 경력
- 서울액션스쿨 22기 (2018-2020)